# هانتون، کنت
هانتون (به انگلیسی: Hunton) یک روستا و محله مدنی در بریتانیا است که در Maidstone واقع شده‌است. هانتون ۷۰۲ نفر جمعیت دارد.